# 247 f.Kr.

## Händelser

### Efter plats

#### Karthago
- Vid detta stadium i det puniska kriget har Karthago till romarna förlorat alla sina sicilianska besittningar utom Lilybaeum (nuvarande Marsala) och Drepanum (nuvarande Trapani). Hamilkar Barkas tar över befälet över de karthagiska styrkorna på ön vid en tid då den nästan helt är i romarnas händer. Efter att ha landstigit på nordvästra delen av ön med en liten legostyrka intar han en stark position på berget Ercte (Monte Pellegrino nära Palermo) och lyckas inte bara framgångsrikt försvara sig mot alla anfall, utan utför också räder så långt bort som på den italienska kusten.

#### Romerska republiken
- Rom ingår, på lika villkor, ett avtal med Syrakusas tyrann Hieron II.